# Bono
Paul David Hewson OBE OL (Dublin, 10 de maio de 1960), conhecido por seu nome artístico Bono (pronunciação em inglês: /ˈbɒnoʊ/ BON-oh) é um cantor, filantropo, compositor e empresário irlandês. É o vocalista principal da banda de rock U2.
Bono nasceu em Dublin, na Irlanda, onde conheceu sua esposa Alison Stewart, e os membros do U2. Bono escreveu quase todas as letras da banda, muitas inspiradas em temas sociais, religiosos e políticos. Durante seus primeiros anos na banda as letras de Bono contribuíram para o tom espiritual e rebelde do grupo musical. Conforme a banda amadureceu, o foco das suas inspirações mudou para experiências pessoais compartilhadas com os membros da banda.
Fora da banda, ele colaborou e gravou com vários artistas, faz parte da diretoria da Elevation Partners, e possui um hotel, chamado The Clarence Hotel, em Dublin, junto com The Edge. Bono também é amplamente conhecido por seu ativismo relativos a África, para o qual ele co-fundou DATA, EDUN, a ONE Campaign e Product Red. Organizou e tocou em vários shows beneficentes e se reuniu com políticos influentes. Bono tem sido elogiado e criticado por seu ativismo e envolvimento com o U2. Foi nomeado para o prémio Nobel da Paz, agraciado com um título honorário de cavaleiro pela rainha Rainha Elizabeth II, e nomeado como "Personalidade do Ano" pela revista Time, conquistando outros prémios e nomeações.

## Infância
Bono nasceu em Dublin, em 10 de maio de 1960, e foi criado em Glasnevin com o seu irmão, Norman Hewson, pela sua mãe Iris (nascida Rankin), e seu pai, Brendan Robert (Bob Hewson). Seus pais inicialmente decidiram que o primeiro filho seria criado na Igreja Anglicana e Bono, o segundo filho, na Igreja Católica. Apesar de Bono ser o segundo filho, ele também participou de serviços na Igreja da Irlanda com a mãe e o irmão.

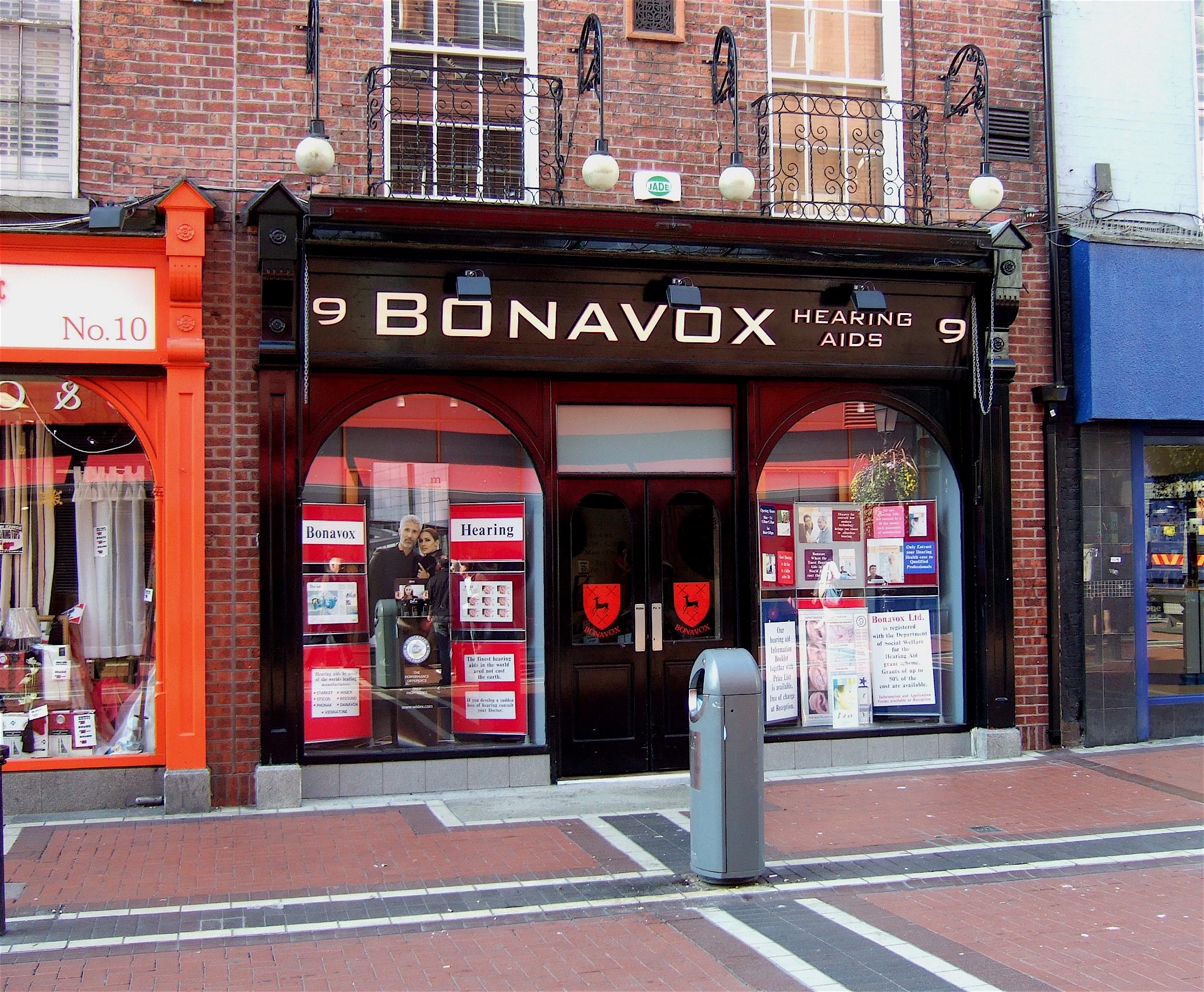
Loja de próteses auditivas, decorrente do seu apelido "Bono Vox"

Bono estudou até o primário na "Escola Nacional de Glasnevin". Quando tinha 14 anos, sua mãe morreu em 10 de setembro de 1974, em decorrência de um aneurisma cerebral. Muitas músicas do U2, incluindo "I Will Follow", "Mofo", "Out of Control", "Lemon" e "Tomorrow", focam a letra sobre a perda de sua mãe. Algumas músicas enfocam o tema da infância contra a maturidade, como "Into the Heart," "Twilight", e "Stories for Boys".
Bono estudou na Mount Temple Comprehensive School, uma escola multi-confessional em Clontarf. Durante sua infância e adolescência, Bono e seus amigos faziam parte de uma gangue de rua surrealista, chamada Lypton Village, onde se encontrou com um de seus amigos mais próximos "Guggi". A quadrilha tinha um ritual de apelido. Bono recebeu várias denominações; o primeiro foi Steinvic von Huyseman, então apenas Huyseman, seguido por Houseman, Bon Murray, Bono Vox da O'Connell Street, e finalmente, apenas Bono.
Bono Vox é uma alteração de Bonavox, uma expressão latina que significa "boa voz", sendo apelidado por seu amigo Gavin Friday. Inicialmente, Bono não gostou do nome. Mas quando soube que a tradução é um elogio, ele aceitou. Hewson é conhecido como Bono desde o final da década de 1970. A família e os integrantes da banda também o chamam por esse apelido.

## Vida pessoal
"Eu tenho olhos muito sensíveis a luz. Se alguém tirar uma foto minha, vou ver o flash para o resto do dia. Meu olho direito incha. Eu tenho um bloqueio lá, os meus olhos ficam muito vermelhos. Então é parte vaidade, parte privacidade, e parte sensibilidade".

— Bono, durante entrevista com a revista Rolling Stone.
Bono é casado com Ali Hewson (nascida Stewart). A relação começou em 1975, e se casaram em 21 de agosto de 1982, na igreja anglicana All Saints, em Raheny, com Adam Clayton como padrinho de casamento. O casal teve 4 filhos: as filhas Jordan Hewson (nascida em 10 de maio de 1989, coincidentemente na mesma data do nascimento do pai); Memphis Eve (nascida em 7 de julho de 1991) e os filhos Elijah Bob Patricius Guggi Q (nascido em 18 de agosto de 1999) e John Abraham (nascido em 21 de maio de 2001). Memphis Eve retratou a personagem Stella em 2008, no filme The Club 27. Bono vive em Killiney, no sul do Condado de Dublin, com sua família e compartilha de uma vivenda em Èze nos Alpes Marítimos, no sul da França, com The Edge.
Em 2002 foi feita uma votação para determinar quem o povo considera o maior britânico da história, no programa 100 Great Britons, com Bono ficando na posição de número 86 entre o público geral.
Em 21 de maio de 2010, foi relatado que Bono tinha sofrido uma lesão durante a preparação para a turnê U2 360° Tour, e que ele tinha sido levado para uma clínica de neurocirurgia em Munique, na Alemanha, para cirurgia de emergência. A equipe médica, que incluía o médico do time alemão Bayern de Munique, disse que Bono teve um bom prognóstico, mas que precisaria de 8 semanas de reabilitação física.

## Carreira musical

### U2

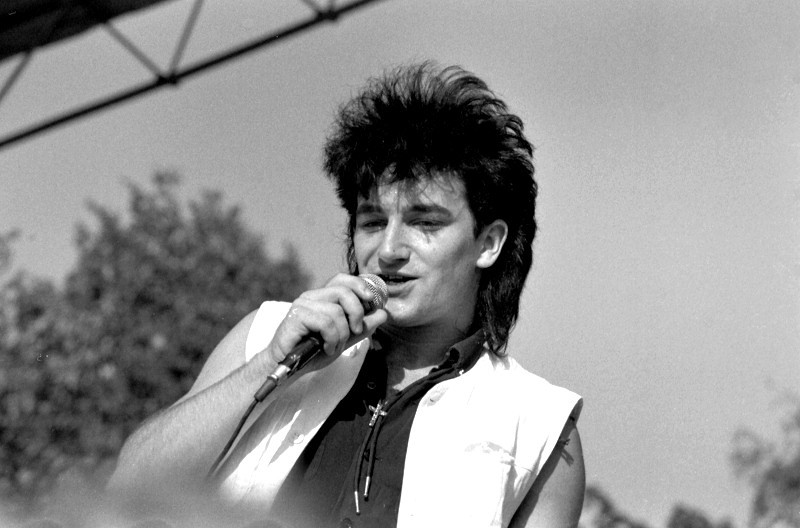
Bono em apresentação na Noruega, em 1983.

Em 25 de setembro de 1976, Bono, The Edge, seu irmão Dik Evans e Adam Clayton responderam a anúncio em um mural na escola "Mount Temple", enviada por seu colega Larry Mullen Jr. para formar uma banda de rock. A banda teve sessões ocasionais em que faziam covers de outras bandas. Cansado de longos solos de guitarra e hard rock, Bono queria tocar canções de bandas como The Rolling Stones e The Beach Boys. Infelizmente a banda não poderia tocar covers muito bem, então eles começaram a escrever suas próprias canções.
A banda passou pelo nome "Feedback" por alguns meses, antes de mudar para "The Hype" mais tarde. Após, Dik Evans deixou o grupo para participar de outra banda local, a "Virgin Prunes". Os quatro restantes, mudou oficialmente o nome de "The Hype" para "U2". Inicialmente, Bono cantava, tocava violão e escrevia canções da banda. Ele disse a sua forma de tocar guitarra, no início de uma entrevista de 1982: "Quando começamos, eu era o guitarrista, juntamente com o Edge, exceto que eu não poderia tocar guitarra. Eu ainda não posso. Eu era como um guitarrista ruim que um dia eles quebraram-me e que talvez eu deveria cantar em seu lugar. Eu já havia tentado antes, mas eu não tinha voz. Lembro-me do dia em que eu descobri que podia cantar. Eu disse, 'Oh, é assim que você faz'." Quando The Edge melhorava cada vez mais tocando guitarra, Bono foi relegado, principalmente, ao microfone, embora por vezes ainda toca guitarra e gaita. Em 2006, Bono tem feito aulas de piano desde criança seu professor de piano como um meio para melhorar a sua composição.
Bono escreve as letras para quase todas as músicas do U2, que geralmente são ricos em política e temas sociais. Suas letras freqüentemente fazem alusão a uma ligação religiosa ou significado, evidente em canções da banda, como "Gloria" do segundo álbum October, e "I Still Haven't Found What I'm Looking For", de The Joshua Tree. Durante os primeiros anos da banda, Bono era conhecido por seu tom rebelde que virou a raiva durante a banda na era de War, The Joshua Tree e Rattle and Hum. Após o atentado em Enniskillen, que deixaram 11 mortos e 63 feridos em 8 de novembro de 1987, o Exército Republicano Irlandês ameaçaram sequestrar Bono. Simpatizantes do IRA também atacaram um veículo que transportava os integrantes da banda. Esses atos foram em resposta a seu discurso condenando o "Dia da Lembrança Bombing" durante uma performance ao vivo de "Sunday Bloody Sunday".

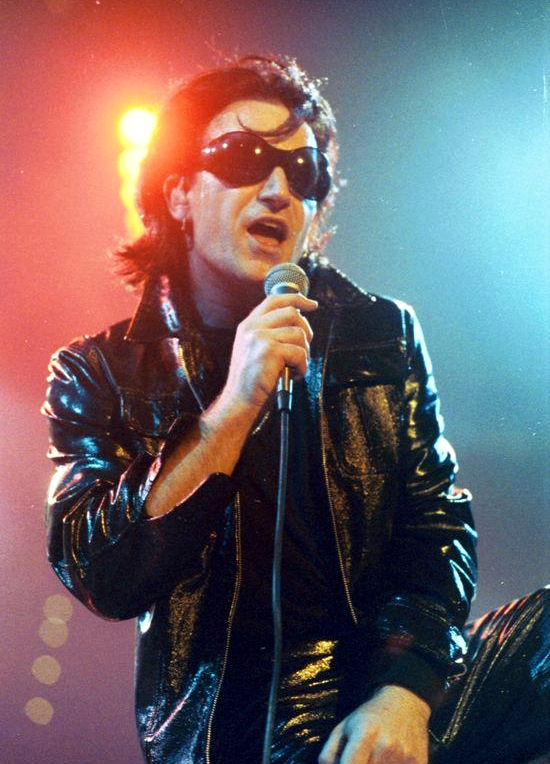
Bono como seu alter-ego "The Fly", em 1992. Ele concebeu o personagem durante as sessões da banda em Dublin.

O som da banda mudou drasticamente em 1991, com o lançamento do seu sétimo álbum de estúdio Achtung Baby. As letras de Bono tornaram-se mais pessoal, inspirados nas experiências relacionadas coma  vida privada dos membros da banda.. Durante a turnê Zoo TV Tour, várias personagens foram apresentados, as que incluíam "The Fly", um estereótipo estrela do rock "Mirror Ball Man", uma paródia televangelista americana, e "Mr. MacPhisto", uma combinação de estrela de rock e o diabo.
Durante a performance, ele tenta interagir com o público o mais rápido possível e é conhecido por puxar os membros da audiência para o palco ou movendo-se para baixo para o nível físico do público. Isso já aconteceu em várias ocasiões, inclusive no Live Aid em 1985, quando ele pulou para fora do palco e puxou uma mulher da platéia para dançar com ela enquanto a banda tocava a canção "Bad", sendo que, 20 anos depois, em julho de 2005, a mesma garota com quem Bono dançou, revelou que a verdade salvou sua vida. Ela estava sendo esmagada pela multidão que se aglomerava na frente do palco. O vocalista gesticulou freneticamente para que os seguranças a ajudassem, mas eles não entenderam, então Bono pulou do palco para ajudá-la; e em 2005, durante a Vertigo Tour em Chicago, onde ele puxou um menino no palco durante a música "An Cat Dubh/Into the Heart". Bono tem frequentemente permitido que os fãs para subir ao palco e cantar músicas com a banda.
Bono já ganhou inúmeros prêmios com o U2, incluindo 22 prêmios Grammy Awards, e em 2003 o prêmio Golden Globe de melhor canção original, "The Hands That Built America", para filme "Gangs of New York". Durante a transmissão ao vivo da a cerimônia, Bono chamou o prêmio de "muito, muito brilhante!". Em resposta, o "Parents Television Council" condenou Bono por sua irreverência e iniciou uma campanha para os seus membros a apresentação de queixas junto à FCC. Apesar da FCC ter violado os padrões de indecência, a FCC se recusou a pagar multa porque a rede National Broadcasting Company (NBC) não receberam aviso prévio das consequências de tal profanação de radiodifusão e os palavrões em questão não foi utilizado em seu sentido literal sexual, por ter usado o termo "fuck".

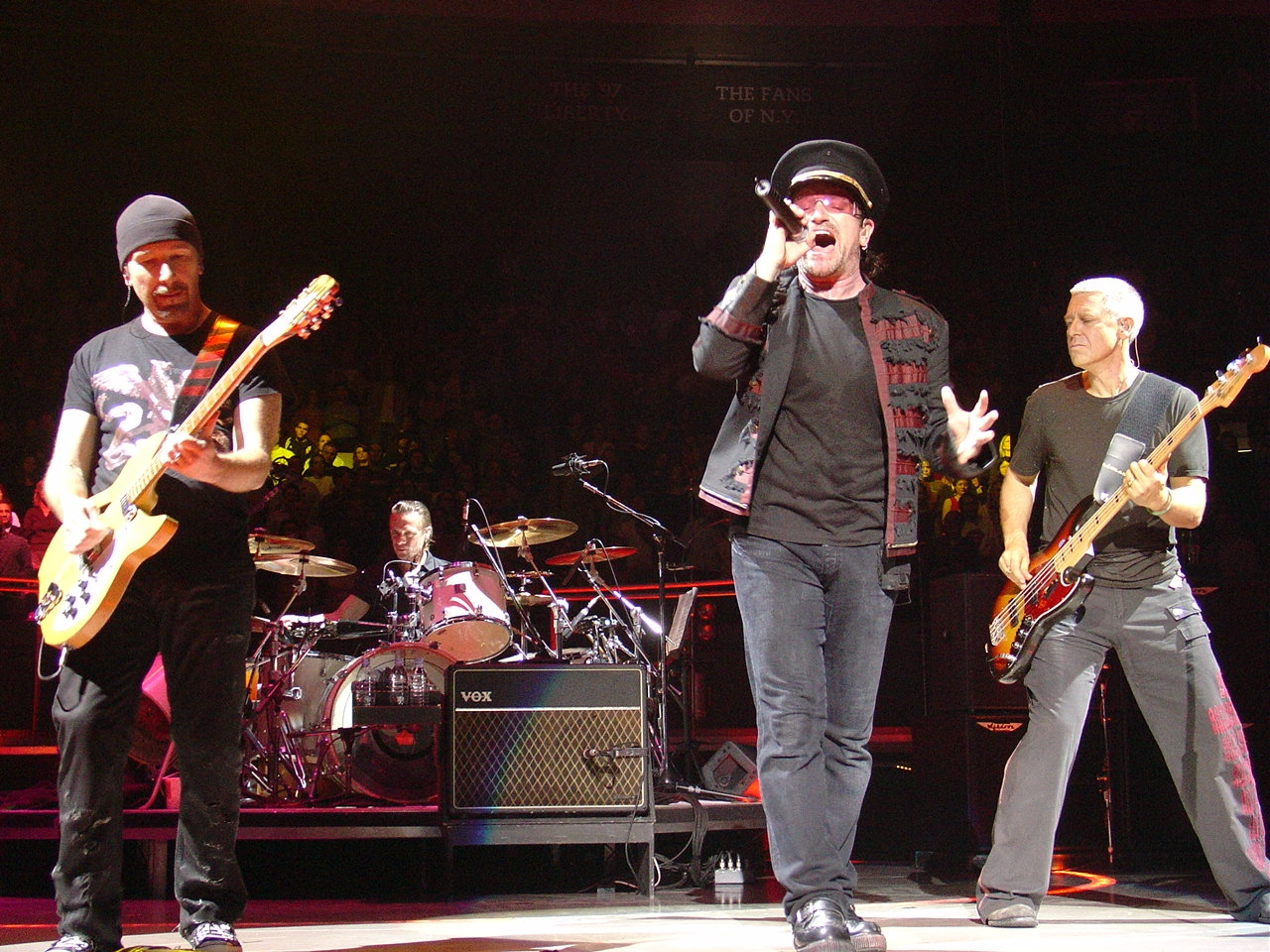
U2 em performance no Madison Square Garden em novembro de 2005.

Em 2005, os membros da banda U2 foram introduzidos no Rock and Roll Hall of Fame, em seu primeiro ano de elegibilidade. Em novembro de 2008, a Rolling Stone classificou o cantor Bono "32 Maiores de Todos os Tempos".
Bono e sua banda foram criticados em 2007 por passar parte de seu catálogo de música valendo milhões de euros, da Irlanda para Amesterdão, seis meses antes da isenção fiscal terminado em músicos royalties. Nos termos da legislação tributária holandesa, as bandas estão sujeitas a baixa a não-inexistencia a taxas de imposto. Paul McGuinness, afirmou que o acordo é legal e habitual e as empresas geralmente buscam minimizar os encargos tributários deles.. A medida gerou críticas no parlamento irlandês. A banda mais tarde, respondeu, afirmando que cerca de 95% da sua actividade teve lugar fora da Irlanda, e que fossem tributadas a nível mundial devido a isso. Bono foi um dos vários números super-ricos, cujo regime fiscal foram apontados para a crítica de um relatório pela caridade "Christian Aid", em 2008.

### Colaborações
Além de seu trabalho com o U2, ele tem colaborado com Zucchero, Frank Sinatra, Johnny Cash, Willie Nelson, Luciano Pavarotti, Sinéad O'Connor, Green Day, Roy Orbison, Bob Dylan, Tina Turner, e B. B. King. Ele já gravou com Ray Charles, Quincy Jones, Kirk Franklin, Bruce Springsteen, Tony Bennett, Clannad, The Corrs, Wyclef Jean, Kylie Minogue, Jay-Z e Rihanna, assim como relatos de completar um dueto inédito com Jennifer Lopez. Em Robbie Robertson, álbum homônimo, lançado em 1987, ele toca guitarra baixo e vocal. No álbum homônimo lançado em 1999, Michael Hutchence, Michael Hutchence, Bono completou a gravação da canção "Slide Away", como um dueto com Hutchence.
Em 2021, ele ao lado de seu companheiro de banda, The Edge, colaboraram com Martin Garrix na gravação da música We Are The People, essa música também é conhecida por ter sido a música oficial da UEFA EURO 2020.

## Outros complementos
Em 1992, Bono comprou e contratou pessoas para renovar quartos em Dublin, em um hotel de duas estrelas, o "Clarence Hotel", com Edge, e converteu-o em um hotel de cinco estrelas, com 49 quartos. The Edge e Bono gravaram várias músicas juntos, exclusiva da banda. Eles também trabalharam na trilha-sonora de Homem-Aranha. Bono é um conhecido fã do time da Escócia, Celtic Football Club, e em 1998, havia rumores de que Bono estava destinado a comprar ações do clube escocês. No entanto, foi relatado em 28 de abril de 1998, que este não era o caso do Bono, dizendo: "É bobagem. Eu fui a um par de jogos e eu sou um fã, mas eu não tenho ligações financeiras".
Em maio de 2007, a MTV informou que Bono estava a escrever o prefácio para uma coleção de poesias, intitulado "Third Rail". O prefácio do livro dá detalhes sobre os sentidos da poesia, dizendo: "Os poetas que enchem os bancos aqui vieram para testemunhar, testemunhar o misterioso poder do rock and roll ... Rock and roll é verdadeiramente uma igreja ampla, mas cada um acende uma vela para a sua visão do que é". A coleção, que é editado pelo poeta Jonathan Wells, inclui títulos como "Punk rock You're My Big Crybaby", "Variações sobre um tema de Whitesnake" e "Vince Neil Atende Josh em um restaurante chinês em Malibu (Depois de Ezra Pound)".
Bono faz parte do conselho da Elevation Partners, firma de private equity, que tentou comprar a Eidos Interactive, em 2005 e desde então passaram a investir em negócios de entretenimento. Bono tem investido na Forbes Media, grupo nos Estados Unidos através da Elevation Partners. Elevation Partners tornou-se o primeiro estrangeiro a investir na empresa, tendo uma participação minoritária na Forbes Media LLC, uma nova companhia que engloba o negócio de 89 anos, que inclui a revista Forbes, o site Forbes.com e outros ativos. Os termos do acordo não foram divulgados, mas segundo relatos da participação, no valor de € 194 milhões (US$ 250 milhões).
No cinema, Bono interpreta a personagem "Dr. Robert", uma guerra antixamã, no filme Across the Universe. Também neste filme, Bono canta canções dos Beatles canções "I Am the Walrus" e "Lucy in the Sky with Diamonds". Também existem outras participações especiais, como em 1999 no filme Entropy (br: De Cabeça Para Baixo), com as canções "Mofo", "Mysterious Ways", "Lemon" e "Capetown Soundcheck";  e no filme The Million Dollar Hotel (br: O Hotel de Um Milhão de Dólares) tendo lançado também a trilha-sonora do próprio filme The Million Dollar Hotel Soundtrack, sendo este, baseado em uma história concebida por Bono.

### Trabalho comunitário

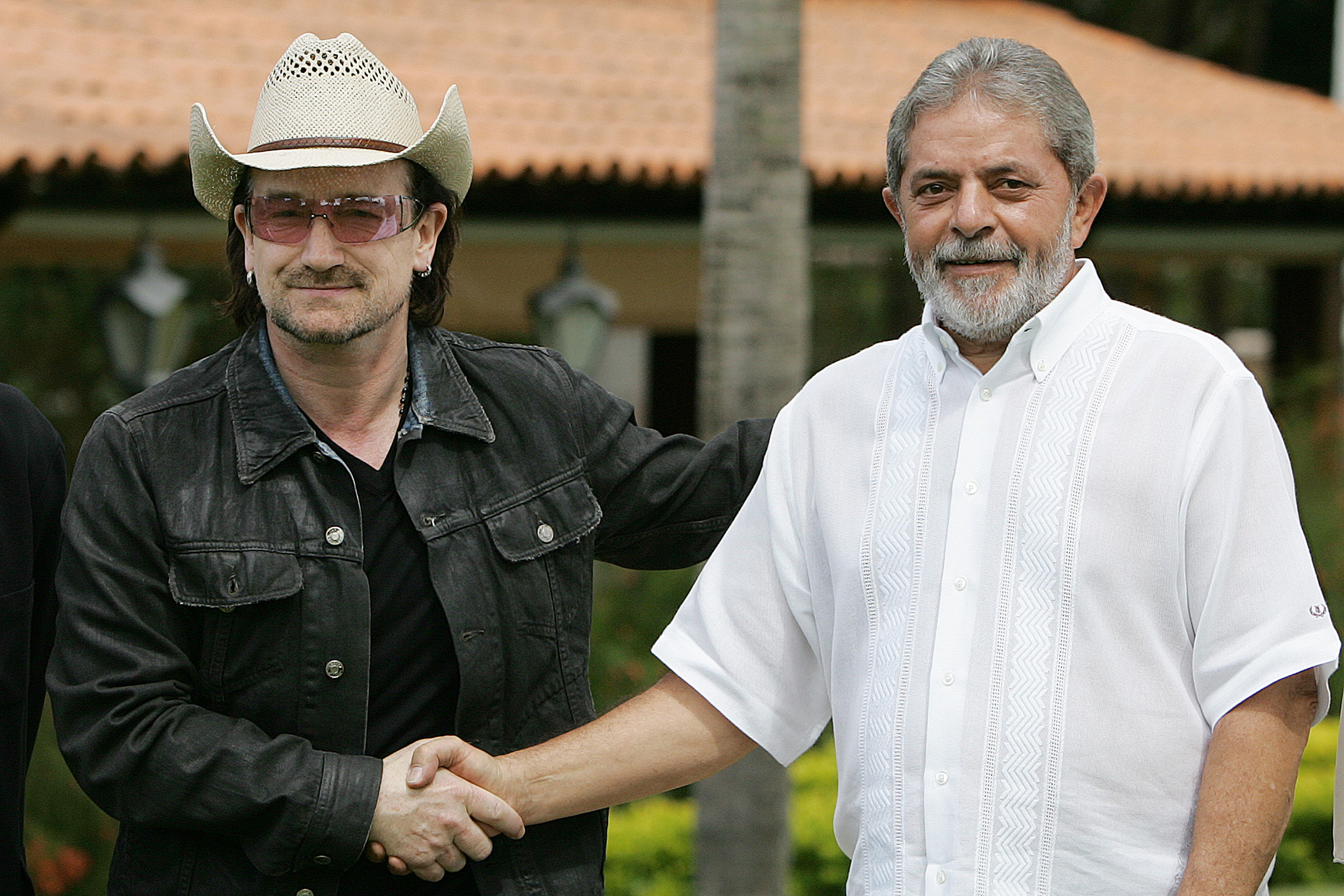
Bono com ex-presidente Luiz Inácio Lula da Silva na capital do Brasil, em Brasília, na passagem da banda durante a turnê "Vertigo Tour".

Bono se tornou um dos melhores artistas filantrópicos do mundo. Ele foi apelidado de "o rosto da filantropia de fusão", tanto para seu sucesso recrutando aliados poderosos de um espectro diversificado de líderes de governo, instituições religiosas, organizações filantrópicas, a mídia popular e o mundo dos negócios, bem como para liderar novas redes de organizações de auxílio humanitário global que se ligam com o ativismo geopolítica e empresa comercial corporativa.
Em uma entrevista em 1986, à revista Rolling Stone, Bono explicou que foi motivado a se envolver em política e causas sociais, vendo um dos benefícios do Secret Policeman Ball, encenado por John Cleese e o produtor Martin Lewis, para a organização não governamental, Anistia Internacional em 1979. "Vi o 'Secret Policeman Ball' e tornou-se uma parte de mim. Semeou uma semente..." Em 2001, Bono organizou junto a banda, uma gravação especial ao vivo para esse ano em  benefício da Anistia.
Bono e U2 realizaram uma pequena turnê beneficente, a "A Conspiracy of Hope Tour", realizada em 1986 nos Estados Unidos, ao lado do ex-vocalista da banda de rock britânica The Police, Sting. U2 também se apresentou na Band Aid e Live Aid, projetos organizados por Bob Geldof. Em 1984, Bono cantou no "Band Aid", com o single "Do They Know It's Christmas?/Feed the World" (um papel que foi reprisado em 2004 no Band Aid 20, com single de mesmo nome). Geldof e Bono, mais tarde colaboraram para organizar em 2005 o projeto Live 8, onde o U2 também se apresentou.

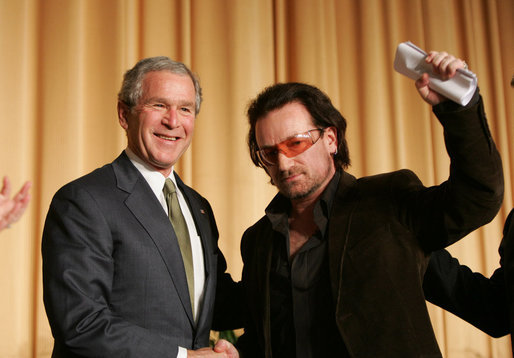
Bono e o ex-presidente dos Estados Unidos George W. Bush, em fevereiro de 2006.

Desde 1999, Bono tornou-se cada vez mais envolvido na campanha de terceiro-mundo para aliviar dívidas e ações de sensibilização para a situação da África, incluindo a pandemia de aids. Na última década, Bono se encontrou com vários políticos influentes, incluindo o ex-presidente dos Estados Unidos, George W. Bush, e primeiro-ministro canadense Paul Martin. Durante uma visita em março de 2002 à Casa Branca, depois que o presidente Bush anunciou um pacote de US$ 5 bilhões de ajuda, ele acompanhou o presidente para um discurso nos jardins da Casa Branca, onde ele declarou: "Este é um primeiro passo importante, sério e novo nível de compromisso. Isso deve acontecer com urgência, porque esta é uma crise". Em maio daquele ano, Bono levou o ex-Secretário do Tesouro dos Estados Unidos, "Paul O'Neill" em uma turnê de 4 países da África. Em contraste, em 2005, Bono falou sobre a CBC Radio, alegando então ao primeiro-ministro do Canadá, Paul Martin, que estava sendo lento sobre o aumento de ajuda externa do Canadá. Ele era um candidato ao prêmio Nobel da Paz em 2003, 2005 e 2006 por sua filantropia.

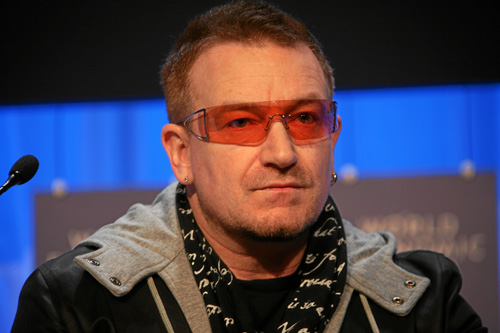
Bono no Fórum Econômico Mundial em 2008, reunido em Davos, na Suíça.

Em 2004, ele foi premiado com o Pablo Neruda à "Medalha de Honra" do Governo do Chile. A revista Time nomeou Bono como uma das "100 Pessoas Mais Influentes" em sua edição especial de maio 2004, [85] e novamente na 2006 Hora 100 edição especial. e novamente em 2006, na edição especial do "Time 100". Em 2005, a Time nomeou Bono como Pessoa do Ano, junto com Bill Gates e Melinda Gates. Também a 21 de Abril de 2005, ele recebeu o grau de Oficial da condecoração portuguesa da Ordem da Liberdade por seu trabalho humanitário.
 Nesse ano, Bono também estava entre os três primeiros destinatários do Prêmio TED, que concede a cada vencedor "Um desejo de mudar o mundo". Bono fez três desejos, os dois primeiros relacionados com a "ONE Compaign", e o terceiro, que cada hospital, clínica de saúde e escola na Etiópia devesse estar conectado à internet. "TED" rejeitou o terceiro desejo como sendo uma sub-óptima maneira de ajudar a África e, em vez organizou uma conferência TED em Arusha, na Tanzânia. Bono participou da conferência, que decorreu em junho de 2007, e atraiu manchetes com seus apartes de "boca-suja" de um discurso de Andrew Mwenda.
Em 2007, Bono foi nomeado no Reino Unido, pelo Sistema de honras britânico como um honorário comendador da Ordem do Império Britânico. Ele foi formalmente concedido título de cavaleiro em 29 de março de 2007, em uma cerimônia na residência do embaixador britânico David Reddaway, em Dublin, Irlanda.
Bono também recebeu o prêmio "NAACP Image Awards" em 2007. Em 24 de maio de 2007, o "National Constitution Center", na Filadélfia, anunciou que Bono receberá o Philadelphia Liberty Medal em 27 de setembro de 2007 por seu trabalho, para acabar com a pobreza e a fome no mundo.  Em 28 de setembro de 2007, em aceitar a "Medalha da Liberdade", Bono disse: "Quando você está preso pela pobreza, você não é livre. Quando as leis do comércio impedi-lo de vender os alimentos que você cresceu, você não é livre, … Quando você é um monge na Birmânia ainda esta semana, foram impedidos de entrar em um templo por causa de seu evangelho da paz … bem, então nenhum de nós é verdadeiramente livre". Bono doou o prêmio de US$ 100 mil para a organização. Ngozi Okonjo-Iweala aceitou o prêmio em razão a Washington, baseado na dívida em relação à AIDS, na África.